# Michel Fuzellier
Michel Fuzellier (Le Touvet, 15 dicembre 1944) è un regista, illustratore, sceneggiatore e produttore cinematografico francese naturalizzato italiano.

## Biografia
Figlio di Etienne Fuzellier, sceneggiatore radiofonico, autore drammatico e critico di cinema, si diploma a Parigi al Liceo Henri IV.
Appassionato di animazione, durante gli ultimi anni di liceo, frequenta lo studio di Paul Grimault e di Alexandre Alexeieff. Nel 1963 parte per Milano attirato dal grande fermento creativo che c'è in Italia in quegli anni. Debutta come animatore alla Cartoons Film (fondata da Pierluigi de Mas), studio di animazione che produce una grande quantità di spot pubblicitari e di Caroselli (tra i quali Minerva, Esso o Mondadori).
L'anno successivo è cofondatore, insieme a Paul Casalini e Claudio Casiraghi, dello studio Paul Casalini & C, dove realizzano Caroselli e intermezzi pubblicitari per cinema e televisione (Yoga, Stock, Michelin,)
In quel periodo anima una sequenza del primo lungometraggio di Bruno Bozzetto, West and Soda.
Rientra a Parigi nel 1967 per svolgere il servizio militare all'ECA (Etablissement Cinematografique des Armées) del Fort d'Ivry, dove realizza animazioni per film di addestramento.
Tornato in Italia, dal 1968 al 1974 collabora con la RAI come caricaturista nello spettacolo televisivo Chissà chi lo sa?, trasmissione storica per ragazzi di Cino Tortorella (che fece, tra l'altro, un'edizione speciale in diretta nel giorno dello sbarco sulla Luna).

### Studio Ink

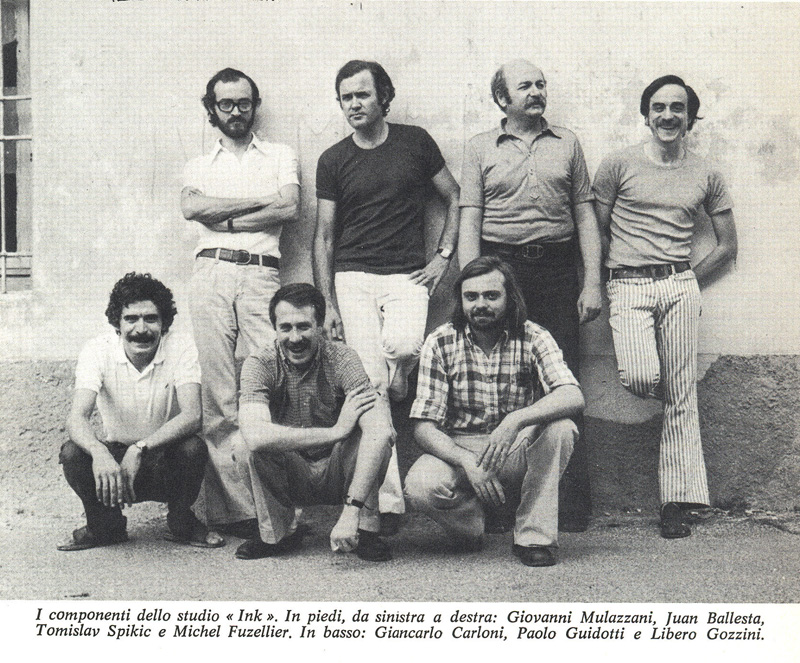
In piedi da sinistra a destra: Giovanni Mulazzani, Juan Ballesta, Tomislav Spikic, Michel Fuzellier. In basso: Giancarlo Carloni, Paolo Guidotti e Libero Gozzini nel 1973

Nel 1969 con vari amici (Libero Gozzini, Giancarlo Carloni, Giovanni Mulazzani, Tomislav Spikic e Juan Ballesta, quasi tutti provenienti dal mondo dell'animazione, ai quali si affiancarono, per un certo periodo, anche Oscar Grillo e Paolo Guidotti) fonda lo Studio Ink, gruppo di artisti molto ricercati in quegli anni per illustrazioni editoriali e pubblicitarie, copertine di settimanali, caricature politiche, pupazzi e film pubblicitari (tra cui Italgas, Caesar, Calinda o Leacril) che diventerà un importante punto di riferimento per molti giovani disegnatori e talenti. I componenti del gruppo avevano origini artistiche, stili e capacità professionali diverse soddisfando così le richieste dei vari committenti.
In quegli anni collabora anche con altri studi di animazione: lo Studio Orti di Giulio Cingoli come animatore (pubblicità per la Splugen Brau), la società ERREDIA70 come regista di alcuni spot pubblicitari (Pagine Gialle, L'Occhio, Eldorado, Langnese), la Dragon Film con Oscar Grillo a Londra e Micia Film di Mike Kallay a Monaco di Baviera.

### Quick Sand Productions

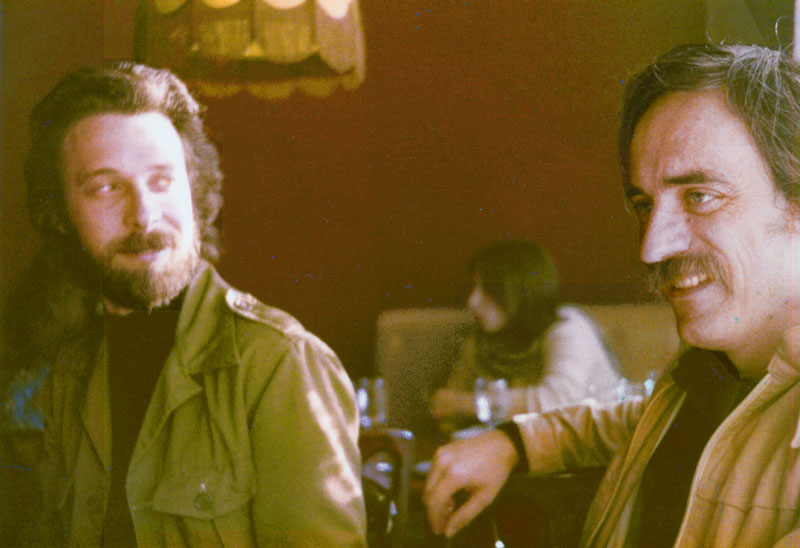
Walter Cavazzuti e Michel Fuzellier al Festival di Annecy nel 1984

Alla fine degli anni 70 decide di dedicarsi principalmente all'animazione e nel 1980 fonda, con l'amico Walter Cavazzuti (conosciuto alla ERREDIA70), la Quick Sand Productions che per 20 anni sarà un riferimento indiscusso per le agenzie di pubblicità milanesi (J.Walter Thompson, Mac Cann Erickson, Young & Rubicam, B Communications, TBWA, etc). Per loro, produrrà più di trecento film pubblicitari (campagne pubblicitarie di Mulino Bianco Barilla, Fiat, Danone, Volkswagen, Zoppas, Mondadori, Spontex, Smac, Lipton, Coca Cola, Big Babol, Saclà, Presidenza del Consiglio, Cucina Tedesca, etc.) che gli hanno portato numerosi riconoscimenti a festival e manifestazioni professionali nazionali ed internazionali collaborando con alcuni dei più noti artisti italiani quali Tullio Pericoli, Giorgio Forattini, Grazia Nidasio, Federico Maggioni, Guido Scarabottolo.
In questi anni Michel lavora con Maurizio Nichetti alla realizzazione del primo esperimento italiano di un lungometraggio misto di fiction e animazione nel film Volere volare di cui ha curato la direzione artistica e la realizzazione degli effetti speciali. Successivamente si è occupato di quelli del film Luna e l'altra. Nel frattempo, ha fatto i lay-out del film L'eroe dei due mondi di Guido Manuli, scritto sempre da Maurizio Nichetti.
Nel 1994 vince il premio Utrecht MTV Europe Animation Competition per il suo cortometraggio The Horseman. Da quel momento la sua attività si rivolge principalmente al cinema (lungometraggi e cortometraggi in animazione).
Nel 1997 comincia una lunga collaborazione, come direttore artistico e scenografo, con il regista Enzo D'Alò nella realizzazione dei lungometraggi La gabbianella e il gatto (tratto da un racconto di Luis Sepúlveda), Momo alla conquista del tempo (da un romanzo di Michael Ende), Opopomoz (sceneggiatura di Furio Scarpelli ed Enzo D'Alò).
Si dedica contemporaneamente all'insegnamento in due scuole di cinema di animazione: la Scuola nazionale di cinema a Torino e la Nuova Accademia di Belle Arti (NABA) di Milano.

### Studio Fuzellier
La passione per la divulgazione delle tecniche del disegno e dell'animazione lo porta a mantenere un continuo contatto con i suoi allievi che passeranno numerosi alla Quick Sand affermandosi spesso come nuovi talenti.
Alla prematura scomparsa dell'amico Walter Cavazzuti crea lo Studio Fuzellier lavorando come free lance per diverse case di produzione e continuando la sua carriera di illustratore per l'editoria illustrando numerosi libri per l'infanzia.
Nel 2012 realizza una sequenza per il Pinocchio (film 2012) di Enzo D'Alò, con una tecnica innovativa di acquarello animato.
Da diversi anni collabora come regista con la Gertie Productions, dirigendo diversi cortometraggi per Ferrero, uno special TV per la RAI - Che animale sei? -, il pilota della serie in preparazione Sbrain e alcuni film per lo Zecchino d'Oro.
Sempre con Gertie, fa la regia del lungometraggio Iqbal - Bambini senza paura (coproduzione italo- francese) di cui ha curato, oltre alla direzione artistica, anche sceneggiatura, design e storyboard. 
È membro fondatore dell'Associazione Italiana degli Illustratori di cui è stato segretario e presidente del Collegio dei Probiviri.
È membro fondatore dell'associazione Cartoon Italia.
È stato presidente di ASIFA Italia (Association Internationale du Film d'Animation) nel biennio 2008/2009.

## Filmografia

### Cinema
- 1965: West and soda di Bruno Bozzetto (Animazione di una sequenza)
- 1990: Volere volare di Maurizio Nichetti (Direttore artistico e realizzatore degli effetti speciali su pellicola).
- 1991: L'eroe dei due mondi di Guido Manuli (Lay-out).
- 1994: La freccia azzurra di Enzo d'Alò (Lay-out).
- 1995: Luna e l'altra di Maurizio Nichetti (Realizzazione degli effetti speciali animati)
- 1998: La gabbianella e il gatto di Enzo d'Alò (Creazione degli ambienti e direzione artistica).
- 2001: Momo alla conquista del tempo di Enzo d'Alò (Creazione degli ambienti e direzione artistica)
- 2003: Opopomoz di Enzo d'Alò (Creazione degli ambienti e direzione del compositing)
- 2013: Pinocchio di Enzo d'Alò (Realizzazione di una sequenza animata particolare)
- 2015: Iqbal - Bambini senza paura di Michel Fuzellier e Babak Payami
- 2018: Mani Rosse di Francesco Filippi (sequenza animata 2D)
- 2023: Mary e lo spirito di mezzanotte di Enzo d'Alo' (Creazione degli ambienti)

### Televisione
- 1972: I Wanna Be Where You Are - Regia e animazione del video della canzone per la serie The Jackson 5ive[14] per la ABC (episodio 2 della seconda serie - andato in onda il 16/09/72)
- 1992: Ciao Ciao - Regia e design della serie di mini-spot educativi Ciao Ciao[15]
- 1992: Passato presente e futuro - Scrittura e regia del documentario sulla raccolta differenziata dei rifiuti per la regione Friuli Venezia Giulia.
- 1994: Help? di Bruno Bozzetto per la serie What a Cartoon! di Hanna & Barbera (Scenografie)
- 1994: The Horseman - Scrittura, regia e animazione - prodotto da MTV per la serie Open your Mind
- 2002: Marcobaleno - Regia di un episodio per lo Zecchino d'Oro (45ª Edizione)
- 2004: Monster Hotel - Scrittura e regia di uno Special di 26' per Ferrero
- 2005: Piramolli - Scrittura e regia di uno Special di 16' per Ferrero
- 2005: Notissime - Scrittura e regia di uno Special di 5' per Ferrero
- 2006: Scuola di Magia - Scrittura e regia di uno Special di 26' per Ferrero
- 2007: Amici per la pelle - Regia di una Canzone animata per lo Zecchino d'Oro (50ª Edizione)
- 2008: Ti faccio la foto - Regia di una canzone animata per lo Zecchino d'Oro (51ª Edizione)
- 2009: Che animale sei? - Regia di uno Special di 30' per la RAI[16]
- 2011: Julio Bunny - Regia del pilota della serie preschool di 52x11' per la RAI
- 2014: Sbrain - Regia del pilota serie TV di 52x11 per la RAI
- 2024: Klincus - Direzione artistica della serie 26x26' regia di Ernesto Paganoni per Showlab - RAI Kids - ZDF

## Festival, premi e riconoscimenti
- 1992: Treviso Cartoon: Gran Premio per la serie di mini-sport educativi per Ciao Ciao
- 1992: Treviso Cartoon: Premio film didattico per la serie di mini-sport educativi per Ciao Ciao
- 1992: Cartoon d’Or – selezione ufficiale - Ciao Ciao
- 1994: Holland Animation Film Festival in Utrecht – Gran Prix per The Horseman
- 2015: Selezione ufficiale Alice nella Città (Festa del Cinema di Roma) - Iqbal - Bambini senza paura
- 2015: Premio ASPI (Castellinaria, Festival internazionale del cinema giovane di Bellinzona) per Iqbal - Bambini senza paura
- 2015: Menzione speciale, Aquila Film Festival   per Iqbal - Bambini senza paura
- 2016: Pulcinella Career Award (Cartoon On The Bay, 2016)[17][18][19]
- 2016: Premio alla carriera (Cartoon Club Rimini)
- 2016: Premio Cavalluccio Marino (Festival Giardini di Naxos) per Iqbal - Bambini senza paura
- 2016: Prix spécial "Découverte du jeune public", Festival Klap Klap per Iqbal - Bambini senza paura
- 2016: Rencontres du Film des Resistances - Thônes - Iqbal - Bambini senza paura
- 2017: Prix Jeune Public du Meilleur Long Metrage, Amnesty International per Iqbal - Bambini senza paura
- 2017: Pulcinella Award Best Animated Feature Film, Cartoon on the Bay Torino per Iqbal - Bambini senza paura
- 2017: Animation that Matters, Animation Day Cannes per Iqbal - Bambini senza paura
- 2017: Pulcinella Award Best Animated Feature Film, Cartoon on the Bay Torino per Iqbal - Bambini senza paura
- 2017: Semaine du Film - Institut Français - Algeri - Iqbal - Bambini senza paura
- 2018: Diploma Honoris Causa, CSC Scuola Nazionale di Cinema Torino
- 2018: Animation First al FIAF - New York - Iqbal - Bambini senza paura
- 2018: Festival Les Yeux Ouverts - Le Havre - Iqbal - Bambini senza paura
- 2020: L'Uzine - Casablanca - Iqbal - Bambini senza paura

## Editoria da illustratore
- 1968: La drogue-miracle du Professeur-Kashinawa - Edition Cercle du Livre Economique
- 1992: Rufus - Rien est perdu - Testo di Michel Fuzellier - Editore La Joie de Lire di Ginevra
- 1993: Rufus et les vieux papiers - Testo di Michel Fuzellier - Editore La Joie de Lire di Ginevra
- 2000: Ciro il Piccolo - Testo di Giuseppe Carfagno - CartaCanta Editore
- 2001: Gord Trot il Mostro - Testo di Giuseppe Carfagno - CartaCanta Editore
- 2001: Innamorato Pazzo - Testo di Giuseppe Carfagno - CartaCanta Editore
- 2001: Rocco Drillo – Testo di Anna Lazzeri – Editore Sperling & Kupfer
- 2003: Opopomoz - una storia magica - Testo di Furio Scarpelli - Edizioni EL
- 2003: Che vita del cavolo la vita del povero diavolo - Testo di Presta e Dose - Edizioni EL
- 2004: Tre strade e tre grotte - Testo di Stefano Bordiglioni - Edizioni EL
- 2004: Anand e la conchiglia magica - Testo di Chitra Banerjee Divakaruni - Einaudi Editore
- 2004: Diario di una casa vuota - Testo di Beatrice Masini - Edizioni EL
- 2005: Diario allo specchio - Testo di Vanna Cercenà - Edizioni EL
- 2005: Mille Cavalli - Testo di Roberto Piumini - Edizioni EL
- 2007: I giganti e i Jones - Testo di Julia Donaldson - Edizioni EL
- 2007: L'orco che non mangiava i bambini - Testo di Roberto Barbero - Edizioni EL
- 2007: Anand e lo specchio del fuoco e del sonno - Testo di Chitra Banerjee Divakaruni - Einaudi Editore
- 2007: Storie col motore - Testo di Stefano Bordiglioni - Edizioni EL
- 2007 a 2011: Mille anni di Storie - Oltre 13 volumi (Storie per ridere, Storie di paura, Storie di animali, Storie di mare, Storie magiche, Storie all'aria aperta, Storie comiche, Storie della buona notte, Storie divertenti, Storie di eroine, Fiabe italiane, Storie di principesse) - Edizioni EL
- 2011: Il Bianco e il Rosso - Testo di Stefano Bordiglioni - Edizioni EL
- 2023: Il ritorno di Ciro il piccolo dinosauro - Testo di Giuseppe Carfagno - Edizioni Il Ciliegio

## Festival e premi pubblicitari
- 1987: Treviso Cartoon - Premio per l'animazione per Saclà – Dall'orto i più bei sapori
- 1987: Art Director’s Club - Medaglia di bronzo per Saclà – Dall'orto i più bei sapori
- 1987: Annual illustratori – medaglia di bronzo per Saclà – Dall'orto i più bei sapori
- 1987: New York Advertising Festival - selezione ufficiale - Saclà – Dall'orto i più bei sapori
- 1987: Cannes Lions International Advertising Festival – selezione ufficiale - Saclà – Dall'orto i più bei sapori
- 1988: Treviso Cartoon - Premio del film pubblicitario per Robe di Kappa
- 1988: Media Key Awards - premio animazione per Robe di Kappa
- 1988: Cannes Lions International Advertising Festival - selezione ufficiale - Robe di Kappa
- 1988: Festival d'Annecy - selezione ufficiale - La Repubblica - Mercurio
- 1988: Annual illustratori - Medaglia d'oro per Barilla - Mulino Bianco
- 1988: Festival d'Annecy – selezione ufficiale - Presidenza del Consiglia
- 1988: 12° Key Awards – selezione ufficiale - Zoppas
- 1997: Mediastars – special star animazione - Danone